# Karl Jerrestam
Karl Otto Ferdinand Jerrestam, född 12 september 1878 i Stockholm, död 7 april 1952 i Katarina församling i Stockholm, var en svensk frälsningsofficer.
Karl Jerrestam var son till arbetsförmannen vid Stockholms stads gatureglering Frans Gustaf Johansson. Uppvuxen i ett religiöst hem anslöt han sig 1898 till Frälsningsarmén och genomgick dess krigsskola 1899. Efter att han tjänstgjort som assistent vid ett flertal frälsningsarmékårer var han under nästan 20 år ledare för kårer i olika delar av landet, bland annat Malmö, Linköping, Uppsala och Stockholm samt 1913–1915 föreståndare för alkoholistanstalten Kurön. 1918 utnämndes Jerrestam till divisionschef och chef för Frälsningsarméns krigsskola i Helsingfors, där han även var kandidatsekreterare. Han var förste territorielle ledare för Frälsningsarméns verksamhet i Estland och Lettland 1923–1930. Efter att 1930–1932 ha lett Frälsningsarméns arbete i Chile, Peru och Bolivia återvände Jerrestam till Sverige, blev divisionschef i Göteborg 1932, fältsekreterare vid högkvarteret i Stockholm 1935 och chefssekreterare 1940. Han pensionerades 1946. Jerrestam var ledamot av Frälsningsarméns första Höga Råd i London 1929. Han är begravd på Norra begravningsplatsen utanför Stockholm.